# Sapromyzosoma laevatrispina
Sapromyzosoma laevatrispina is een vliegensoort uit de familie van de Lauxaniidae. De wetenschappelijke naam van de soort is voor het eerst geldig gepubliceerd in 1992 door Carles-Tolra.